# Velma (Oklahoma)
Velma – miejscowość w Stanach Zjednoczonych, w stanie Oklahoma, w hrabstwie Stephens.